# Арчі Робертсон
Арчибальд «Арчі» Робертсон (англ. Archibald "Archie" Robertson, 15 вересня 1929 — 28 січня 1978) — шотландський футболіст, що грав на позиції нападника, зокрема за «Клайд», а також національну збірну Шотландії. По завершенні ігрової кар'єри — тренер.

## Клубна кар'єра
У дорослому футболі дебютував 1947 року виступами за команду «Клайд», в якій провів чотирнадцять сезонів, взявши участь у 293 матчах чемпіонату.  Більшість часу, проведеного у складі «Клайда», був основним гравцем атакувальної ланки команди. У складі «Клайда» був одним з головних бомбардирів команди, маючи середню результативність на рівні 0,41 гола за гру першості. У складі цієї команди по два рази вигравав чемпіонат Шотландії і Кубок країни.
Завершив ігрову кар'єру у команді «Грінок Мортон», за яку виступав протягом 1961—1963 років.

## Виступи за збірну
1955 року дебютував в офіційних матчах у складі національної збірної Шотландії. Протягом кар'єри у національній команді, яка тривала 4 роки, провів у її формі 5 матчів, забивши 2 голи.
У складі збірної був учасником чемпіонату світу 1958 року у Швеції, де взяв участь в одній грі групового етапу, в якій шотландці поступилися 2:3 збірній Парагваю.

## Кар'єра тренера
Розпочав тренерську кар'єру невдовзі по завершенні кар'єри гравця, 1964 року, очоливши тренерський штаб клубу «Ковденбіт».
Останнім місцем тренерської роботи був клуб «Клайд», головним тренером команди якого Арчі Робертсон був з 1968 по 1973 рік. 1973 року привів команду до перемоги у чемпіонаті Шотландії.
Помер 28 січня 1978 року на 49-му році життя.

## Титули і досягнення

### Як гравця
- Чемпіон Шотландії (2):

«Клайд»: 1951-1952, 1956-1957
- Володар Кубка Шотландії (2):

«Клайд»: 1954-1955, 1957-1958

### Як тренера
- Чемпіон Шотландії (1):

«Клайд»: 1972-1973